# Arbroath 36–0 Bon Accord (1885)
Arbroath 36–0 Bon Accord foi uma partida de futebol que entrou para a história por ser a segunda maior goleada da história do futebol.

## Detalhes da Partida
| 12 de setembro de 1885 | Arbroath | 36–0 | Bon Accord |  |
|                        |          |      |            |  |

|            |                |  |  |  |
|            |                |  |  |  |
| GK         | Jim Milne Sr   |  |  |  |
| DF         | Bill Collie    |  |  |  |
| DF         | Tom Salmond    |  |  |  |
| DF         | Hen Rennie     |  |  |  |
| DF         | Jim Milne Jr   |  |  |  |
| DF         | Dyken Bruce    |  |  |  |
| MF         | John Petrie    |  |  |  |
| MF         | Johnny Tackett |  |  |  |
| FW         | Jim Marshall   |  |  |  |
| FW         | David Crawford |  |  |  |
| FW         | Daniel Neil    |  |  |  |
| Treinador: |                |  |  |  |
|            |                |  |  |  |

|            |                 |  |  |
|            |                 |  |  |
| GK         | Andrew Lornie   |  |  |
| DF         | David Donoghue  |  |  |
| DF         | James Connell   |  |  |
| DF         | Brendan Keeley  |  |  |
| DF         | Ian Whelan      |  |  |
| MF         | Keith Lowry     |  |  |
| MF         | Eamon Sutty     |  |  |
| MF         | Richard Doherty |  |  |
| MF         | Larry Behan     |  |  |
| MF         | Conor Conorson  |  |  |
| FW         | Joe McManus     |  |  |
| Treinador: | Phil Parkinson  |  |  |